# Carlos Soroa
Carlos Soroa (Madrid; 1991) es un actor conocido por su participación en la serie de televisión Bienvenidos a Edén.

## Biografía
Nació sordo y su idioma materno es la lengua de signos española, es hermano de Paloma Soroa, presentadora del programa de Televisión Española "En lengua de signos". Se inició en la actuación con cortometrajes dirigidos a personas sordas y algunos spots como Sí a todo, dirigido por Roberto Pérez Toledo. En 2017 participó en uno de los episodios de la serie de Televisión Española Centro médico y en 2022 participó en la serie de televisión Bienvenidos a Edén, un thriller original de Netflix. También ha participado en algunas obras de teatro como Manual básico de lengua de signos para romper corazones en el Centro Dramático Nacional, también dirigido por Roberto Pérez Toledo y Cuando nadie nos ve, dirigida por Diego Garisa y Claudia Siba.

## Filmografía
| Año       | Título             | Notas                             |
| --------- | ------------------ | --------------------------------- |
| 2012      | Capacitados        | Serie documental, 1 episodio      |
| 2014      | ¿Quién es quién?   | Cortometraje                      |
| 2015      | Duelo              | Cortometraje                      |
| 2016      | Si a todo          | Cortometraje                      |
| 2017      | Centro médico      | Serie de televisión, 1 episodio   |
| 2022-2023 | Bienvenidos a Edén | Serie de televisión, 16 episodios |